# Sákkos (Orestiáda)
Sákkos (grec moderne : Σάκκος) est une localité située dans le dème d'Orestiáda, dans le district régional d'Évros, dans la périphérie de Macédoine-Orientale-et-Thrace, en Grèce.
La localité appartient au district municipal et à la communauté municipale d'Orestiáda. Selon le recensement de 2021, elle compte 147 habitants.